# 2004年美國職棒大聯盟選秀
2004年美國職棒大聯盟選秀為大聯盟第40屆選秀，在美國時間6月7日至8日舉行。聖地牙哥教士的Matt Bush為該年的首輪選秀狀元。

## 第一輪選秀
Key
|   | 入選美國職棒大聯盟全明星賽的球員 |
| * | 並未簽約的球員                   |

| 選秀順位 | 球員            | 球隊             | 位置     | 畢業學校                 |
| -------- | --------------- | ---------------- | -------- | ------------------------ |
| 1        | 麥特·布希       | 聖地牙哥教士     | 游擊手   | 教會灣高中               |
| 2        | 賈斯丁·韋蘭德   | 底特律老虎       | 右投     | 老道明大學               |
| 3        | 菲利普·昂柏     | 紐約大都會       | 右投     | 萊斯大學                 |
| 4        | 傑夫·尼曼       | 坦帕灣光芒       | 右投     | 萊斯大學                 |
| 5        | 馬克·羅傑斯     | 密爾瓦基釀酒人   | 右投     | 亞拉拉特山高中           |
| 6        | 傑瑞米·索威斯   | 克里夫蘭印地安人 | 左投     | 范德比大學               |
| 7        | 荷馬·貝利       | 辛辛那提紅人     | 右投     | 拉格蘭奇高中             |
| 8        | 韋德·湯森特*    | 巴爾的摩金鶯     | 右投     | 萊斯大學                 |
| 9        | 克里斯·尼爾森   | 科羅拉多洛磯     | 游擊手   | 雷丹高中                 |
| 10       | 湯瑪斯·戴亞蒙   | 德州遊騎兵       | 右投     | 紐奧良大學               |
| 11       | 尼爾·沃克       | 匹茲堡海盜       | 捕手     | Pine-Richland高中        |
| 12       | 傑瑞·威佛       | 安那罕天使       | 右投     | 加州州立大學長灘分校     |
| 13       | 比爾·布瑞       | 蒙特婁博覽會     | 左投     | 威廉與瑪麗學院           |
| 14       | 比利·巴特勒     | 堪薩斯市皇家     | 三壘手   | Samuel W. Wolfson高中    |
| 15       | 史蒂芬·祖魯     | 亞利桑那響尾蛇   | 游擊手   | 佛羅里達州立大學         |
| 16       | 大衛·珀西       | 多倫多藍鳥       | 左投     | 奧克拉荷馬大學           |
| 17       | 史考特·艾爾伯特 | 洛杉磯道奇       | 左投     | 塞內卡高中               |
| 18       | 喬許·菲爾德     | 芝加哥白襪       | 三壘手   | 奧克拉荷馬州立大學       |
| 19       | 克里斯·蘭波特   | 聖路易紅雀       | 右投     | 波士頓學院               |
| 20       | 崔佛·普魯夫     | 明尼蘇達雙城     | 游擊手   | 克雷斯皮·卡梅萊特高中    |
| 21       | 葛雷格·高森     | 費城費城人       | 中外野手 | 康諾利高中               |
| 22       | 格倫·伯金斯     | 明尼蘇達雙城     | 左投     | 明尼蘇達大學             |
| 23       | 菲爾·休斯       | 紐約洋基         | 右投     | 丘底高中                 |
| 24       | 朗登·波威爾     | 奧克蘭運動家     | 捕手     | 南卡羅來納大學           |
| 25       | 凱爾·瓦卓普     | 明尼蘇達雙城     | 右投     | 法拉格特高中             |
| 26       | 瑞奇·羅奈特     | 奧克蘭運動家     | 中外野手 | 加州州立大學弗雷斯諾分校 |
| 27       | 泰勒·坦克斯利   | 佛羅里達馬林魚   | 左投     | 阿拉巴馬大學             |
| 28       | 布雷克·迪威特   | 洛杉磯道奇       | 二壘手   | 賽克斯頓高中             |
| 29       | 馬修·坎貝爾     | 堪薩斯市皇家     | 左投     | 南卡羅來納大學           |
| 30       | 艾瑞克·赫利     | 德州遊騎兵       | 右投     | Samuel W. Wolfson高中    |

### 第一輪補充選秀
| 選秀順位 | 球員            | 球隊         | 位置   | 畢業學校                 |
| -------- | --------------- | ------------ | ------ | ------------------------ |
| 31       | J·P·豪厄爾      | 堪薩斯市皇家 | 左投   | 德克薩斯大學奧斯汀分校   |
| 32       | 查克·傑克森     | 多倫多藍鳥   | 左投   | 德克薩斯農工大學         |
| 33       | 賈斯汀·奧倫道夫 | 堪薩斯市皇家 | 右投   | 維吉尼亞聯邦大學         |
| 34       | 泰勒·拉姆斯登   | 芝加哥白襪   | 左投   | 克萊門森大學             |
| 35       | 麥克·法克斯     | 明尼蘇達雙城 | 右投   | 中佛羅里達大學           |
| 36       | 丹尼·普特南     | 奧克蘭運動家 | 外野手 | 史丹佛大學               |
| 37       | 喬恩·波特森     | 紐約洋基     | 捕手   | 錢德勒高中               |
| 38       | 吉奧·岡薩雷茲   | 芝加哥白襪   | 左投   | 莫西格諾·愛德華·佩斯高中 |
| 39       | 傑·蘭維爾       | 明尼蘇達雙城 | 右投   | 漢崔肯主教高中           |
| 40       | 休斯頓·史崔特   | 巴爾的摩金鶯 | 右投   | 德克薩斯大學奧斯汀分校   |
| 41       | 傑夫·馬奎斯     | 紐約洋基     | 右投   | 沙加緬度市立學院         |

## 補償選秀
1. ↑  因艾迪·葛瓦達多加入水手隊而得到補償選秀
2. ↑  因安迪·派提特加入太空人隊而得到補償選秀
3. ↑  因基斯·富克加入紅襪隊而得到補償選秀
4. ↑  因拉卓伊·霍金斯加入小熊隊而得到補償選秀
5. ↑  因保羅·庫安崔爾加入洋基隊而得到補償選秀
6. ↑  因麥可·塔克加入巨人隊而得到補償選秀
7. ↑  因約翰·湯姆森加入勇士隊而得到補償選秀
8. ↑  因勞爾·伊巴涅斯成為自由球員而得到補償選秀
9. ↑  因凱爾文·艾斯科巴成為自由球員而得到補償選秀
10. ↑  因保羅·庫安崔爾成為自由球員而得到補償選秀
11. ↑  因巴特羅·柯隆成為自由球員而得到補償選秀
12. ↑  因艾迪·奎亞達多成為自由球員而得到補償選秀
13. ↑  因基斯·富克加成為自由球員而得到補償選秀
14. ↑  因安迪·派提特成為自由球員而得到補償選秀
15. ↑  因湯姆·高登成為自由球員而得到補償選秀
16. ↑  因拉卓伊·霍金斯成為自由球員而得到補償選秀
17. ↑  因尼爾森·克魯斯成為自由球員而得到補償選秀
18. ↑  因大衛·威爾斯成為自由球員而得到補償選秀

## 其他著名球員
- 尤凡尼·賈亞爾多, 第2輪, 46順位被密爾瓦基釀酒人選走
- 塞斯·史密斯（英语：Seth Smith）, 第2輪, 50順位被科羅拉多洛磯選走
- 安東尼·史瓦札克（英语：Anthony Swarzak）, 第2輪, 61順位被明尼蘇達雙城選走
- 杭特·潘斯, 第2輪, 64順位被休士頓太空人選走
- 達斯汀·佩德羅亞, 第2輪, 65順位被波士頓紅襪選走
- 鈴木清, 第2輪, 67順位被奧克蘭運動家選走
- 傑森·瓦加斯（英语：Jason Vargas）, 第2輪, 68順位被佛羅里達馬林魚選走
- 韋德·戴維斯, 第3輪, 75順位被坦帕灣魔鬼魚選走
- 亞當·林德, 第3輪, 83順位被多倫多藍鳥選走
- 伊恩·德斯蒙德, 第3輪, 84順位被蒙特婁博覽會選走
- J·A·哈普, 第3輪, 92順位被費城費城人選走
- 克里斯·艾恩涅塔, 第4輪, 110順位被科羅拉多洛磯選走
- 羅斯·奧倫道夫, 第4輪, 116順位被亞利桑那響尾蛇選走
- 凱西·簡森（英语：Casey Janssen）, 第4輪, 117順位被多倫多藍鳥選走
- 盧卡斯·哈雷爾（英语：Lucas Harrell）, 第4輪, 119順位被芝加哥白襪選走
- 萊恩·韋伯（英语：Ryan Webb）, 第4輪, 127順位被奧克蘭運動家選走
- 傑克·麥基, 第5輪, 135順位被紐約洋基選走
- 馬克·勞爾（英语：Mark Lowe）, 第5輪, 153順位被西雅圖水手選走
- 班·佐布里斯特, 第6輪, 184順位被休士頓太空人選走
- 特洛伊·裴頓, 第9輪, 274順位被休士頓太空人選走
- 賈斯汀·麥斯威爾（英语：Justin Maxwell）, 第10輪, 291順位被洛杉磯天使選走
- 科利·韋德, 第10輪, 298順位被洛杉磯道奇選走
- 史蒂夫·皮爾斯, 第10輪, 305順位被波士頓紅襪選走，但未簽約
- 山姆·福德（英语：Sam Fuld）, 第10輪, 306順位被芝加哥小熊選走
- 麥可·桑德斯, 第11輪, 333順位被西雅圖水手選走
- 安迪·索納斯汀, 第13輪, 375順位被坦帕灣魔鬼魚選走
- 德克斯特·佛勒, 第14輪, 410順位被科羅拉多洛磯選走
- 尼克·亞登哈特, 第14輪, 413順位被安那罕天使選走
- 威爾·凡納伯, 第15輪, 439順位被巴爾的摩金鶯選走，但未簽約
- 馬克·雷諾茲, 第16輪, 476順位被亞利桑那響尾蛇選走
- 洛倫佐·肯恩, 第17輪, 496順位被密爾瓦基釀酒人選走
- 馬克·川柏, 第18輪, 533順位被安那罕天使選走
- 大衛·普萊斯, 第19輪, 568順位被洛杉磯道奇選走，但未簽約
- 傑克·艾瑞亞特, 第31輪, 918順位被辛辛那提紅人選走，但未簽約
- 陶德·弗雷澤, 第37輪, 1100順位被科羅拉多洛磯選走，但未簽約
- 克里斯·戴維斯, 第50輪, 1496順位被紐約洋基選走，但未簽約

## 外部連結
- MLB.com - 2004 Draft Tracker (all rounds)
- MLB.com - Draft History （页面存档备份，存于）
- Complete draft list from The Baseball Cube database （页面存档备份，存于）

| 前任： Delmon Young | 選秀狀元 Matt Bush | 繼任： 賈斯汀·厄普頓 |